# 安西镇 (新津县)
安西镇，是中华人民共和国四川省成都市新津区下辖的一个乡镇级行政单位。2019年12月，撤销方兴镇，将其所属行政区域划归安西镇管辖。

## 行政区划
安西镇下辖以下地区：
新漕村、永丰村、蔡埂村、月花村和安西村。